# Pivovar Slavičín
Pivovar Slavičín stával vedle panského dvora v obci Slavičín.

## Historie
První písemná zmínka o pivovaru pochází z roku 1493. V roce 1590 je v kupní smlouvě mezi Kateřinou z Vincentu a olomouckým biskupem zmiňována ves Slavičín s tvrzí, pivovarem, mlýnem, dvorem a kostelem. Pivo se ze slavičínského pivovaru vozilo nejen po českých zemích, ale také do Uher. Dne 13. října 1886 pivovar vyhořel. Při opravě se majitelé pivovaru, Műlerovi, zadlužili a roku 1897 prodali Františku Strnadovi. Roku 1908 však pivovar mění majitele znovu, koupil jej František Janáček z Uherského Brodu. Ten pivovar změnil na sklad a stáčírnu piva. Roku 1953 pivovar ve Slavičíně skončil úplně.

## Současnost
Dnes na místě pivovaru stojí radnice, obchod a parkoviště. Nad pivovarem býval rybník, který byl v roce 1908 vypuštěn a dnes je zarostlý trávou.